# Play Ball
«Play Ball» es una canción de la banda australiana de hard rock AC/DC. Se lanzó el 7 de octubre de 2014 como el primer sencillo de su álbum Rock or Bust editado en 2014. Fue estrenado el 27 de septiembre de 2014 promocionando la campaña de la postemporada de la Liga Mayor de Béisbol emitido por el canal de televisión estadounidense TBS.

## Video musical
El video musical está dirigido por David Mallet. El baterista de la banda, Phil Rudd estuvo ausente de la filmación del vídeo musical, pues fue reemplazado por el galés Bob Richards, quien había participado con Man, Adrian Smith, Asia y Shogun.

## Lista de canciones
| Sencillo en CD para Alemania, Austria y Suiza |                |          |  |
| N.º                                           | Título         | Duración |  |
| 1.                                            | «Play Ball»    | 2:47     |  |
| 2.                                            | «Rock or Bust» | 3:04     |  |

## Posicionamiento
| Listas (2014–15)                          | Posiciones |
| ----------------------------------------- | ---------- |
| Alemania (Media Control Charts)           | 39         |
| Australia (ARIA Singles Chart)            | 53         |
| Austria (Ö3 Austria Top 40)               | 44         |
| Bélgica (Flandes) (Ultratop 50)           | 45         |
| Bélgica (Valonia) (Ultratop 50)           | 23         |
| Canadá (Hot 100)                          | 53         |
| Dinamarca (Tracklisten)                   | 15         |
| España (Top 100 Canciones)                | 28         |
| Estados Unidos (Mainstream Rock Songs)    | 5          |
| Estados Unidos (Rock Songs)               | 17         |
| Francia (SNEP)                            | 39         |
| Japón (Japan Hot 100)                     | 90         |
| Reino Unido (The Official Charts Company) | 85         |
| Reino Unido (UK Rock Chart)               | 3          |
| Suiza (Schweizer Hitparade)               | 19         |

## Personal
- Brian Johnson – Voz
- Angus Young – Guitarra líder
- Stevie Young – Guitarra rítmica, coros
- Cliff Williams – Bajo, coros
- Phil Rudd – Batería, percusiones